# Кизрай
Кизрай (баш. Ҡыҙрай) — деревня в Мелеузовском районе Республики Башкортостан Российской Федерации. Входит в состав Первомайского сельсовета.

## География

### Географическое положение
Расстояние до:
- районного центра (Мелеуз): 20 км,
- центра сельсовета (Первомайская): 12 км,
- ближайшей ж/д станции (Мелеуз): 20 км.

## Население
| 2002 | 2009 | 2010 |
| ---- | ---- | ---- |
| 370  | ↗389 | ↘342 |

Национальный состав
Согласно переписи 2002 года, преобладающие национальности — башкиры (52 %), русские (40 %).

## Религия
В деревне есть мечеть.